# Shiver
Shiver ist eine österreichische Deutschrockband aus Graz.

## Bandgeschichte
Roman Pachernegg (Bass), Robert Schönhofer (E-Gitarre) und der erste Drummer Markus Zizek waren bereits Schulfreunde und experimentierten in verschiedenen Formationen, bis 1998 Andreas Gasser (Gesang, Acoustic Gitarre) das Quartett vervollständigte.
Die Band versuchte sich an ersten eigenen (englischen) Nummern im Stil der großen Vorbilder U2, R.E.M., Nirvana und der damaligen Grungerockszene. Im Jahr 2000 traf die Band die Entscheidung, die eigenen Texte künftig auf Deutsch zu verfassen.
In den folgenden Jahren spielten Shiver auf verschiedenen regionalen Bühnen. 2005 nahmen sie am Ö3 Soundcheck (Österreichs größter Bandwettbewerb) teil, erreichten das Finale und gewannen die folgende Publikumsabstimmung. Es folgte ein Plattenvertrag bei EMI Austria, die erste Single-Produktion und österreichweites Airplay.
Drummer Markus stieg nach der Albumproduktion zu Gunsten seines FH-Studium aus der Band aus und wurde durch Bernhard Wimmer ersetzt.
In der Folge spielte die Band im Jahr 2005 knapp 50 Auftritte im deutschsprachigen Raum, wobei sie unter anderem bei den Söhnen Mannheims, Liquido, Alanis Morissette und Silbermond als Vorband auftraten. Im Herbst 2005 gaben sie eine vierwöchige Österreichtournee.
Nachdem das zweite Album "Herzlich Willkommen" nicht an den Erfolg des Debütwerks "Zwischen den Zeilen" anknüpfen konnte, wurde es ruhig um Shiver.
2008 meldete sich die Band in neuer Besetzung nach einer Kreativpause mit einem neuen Song auf dem Sender Ö3 zurück. Von den ursprünglichen Bandmitgliedern ist nur noch Andreas Gasser in der Band.

### Benefiz-Song
Für die Aktion Licht ins Dunkel nahm die Band an der Aufnahme eines Benefizsongs namens Kinder teil (siehe Die neuen Österreicher).

## Diskografie

### Alben
- 2005 – Zwischen Den Zeilen
- 2006 – Herzlich Willkommen

### Singles
- 2004 – Dieser Augenblick
- 2004 – Es wird gut
- 2005 – Stehst Du still
- 2006 – Highspeed
- 2007 – Was mich glauben lässt

## Auszeichnungen
- 2006: Amadeus-Austrian-Music-Award-Nominierung Gruppe Rock/Pop national für "Zwischen den Zeilen"